# Remigny (Aisne)
Remigny ist eine französische Gemeinde mit 341 Einwohnern (Stand: 1. Januar 2022) im Département Aisne in der Region Hauts-de-France (vor 2016: Picardie); sie gehört zum Arrondissement Saint-Quentin und zum Kanton Ribemont. 

## Geografie
Die Gemeinde Remigny liegt neun Kilometer nördlich von Tergnier und etwa 14 Kilometer südlich von Saint-Quentin. Nachbargemeinden von Remigny sind Gibercourt und Ly-Fontaine im Norden, Vendeuil im Osten, Liez und Mennessis im Süden, Jussy im Westen sowie Montescourt-Lizerolles im Nordwesten.Im Osten der Gemeinde Remigny stehen fünf Windkraftanlagen als Teil eines interkommunalen Windparks. Durch Remigny führt eine alte Heerstraße des Systems Chaussée Brunehaut, im Südwesten reicht das Gemeindegebiet knapp an den Canal de Saint-Quentin heran.

## Bevölkerungsentwicklung
| Jahr                       | 1962 | 1968 | 1975 | 1982 | 1990 | 1999 | 2006 | 2015 | 2022 |
| Einwohner                  | 399  | 368  | 329  | 344  | 360  | 369  | 348  | 364  | 341  |
| Quellen: Cassini und INSEE |      |      |      |      |      |      |      |      |      |

## Sehenswürdigkeiten

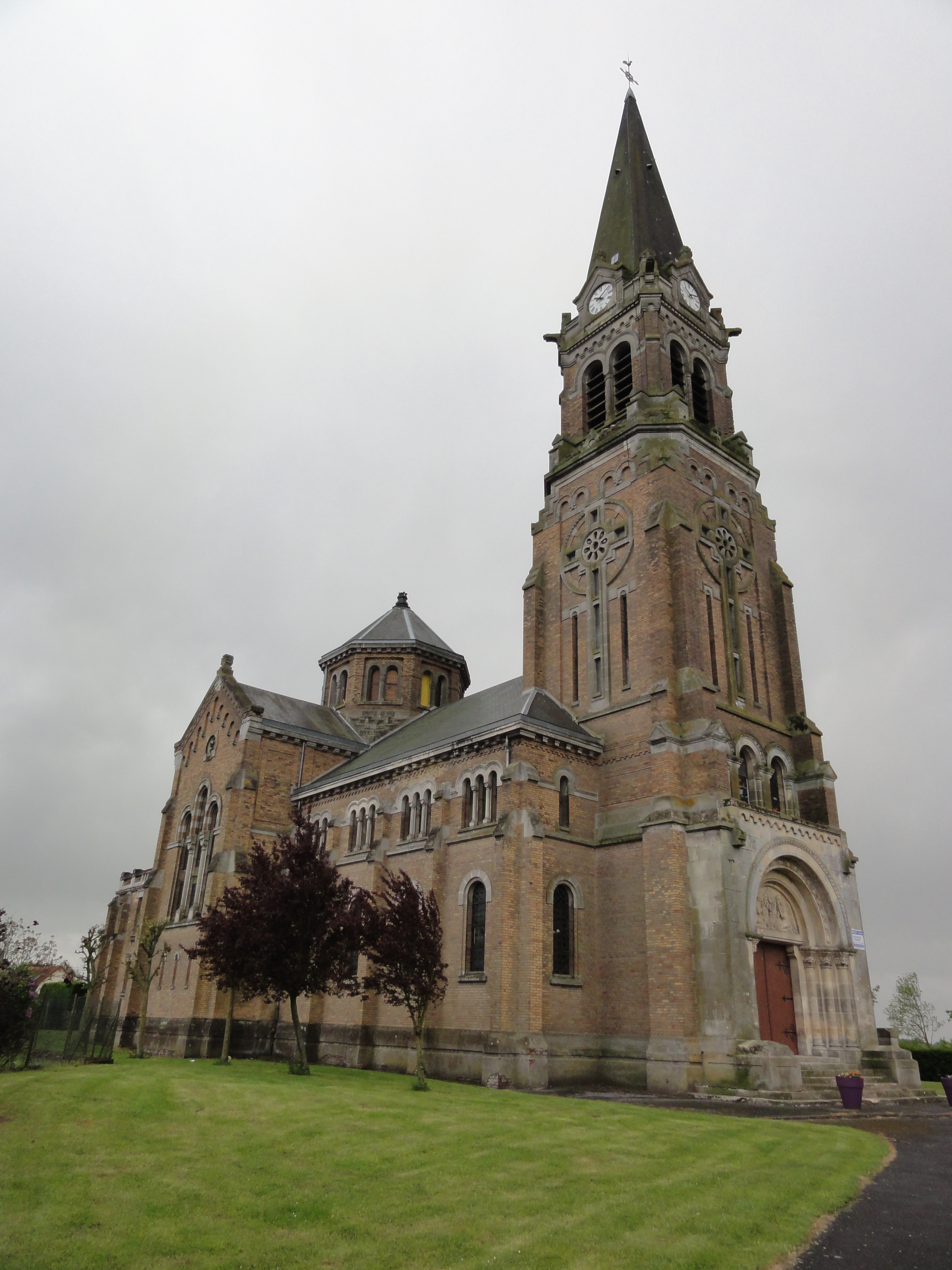
Kirche Saint-Martin
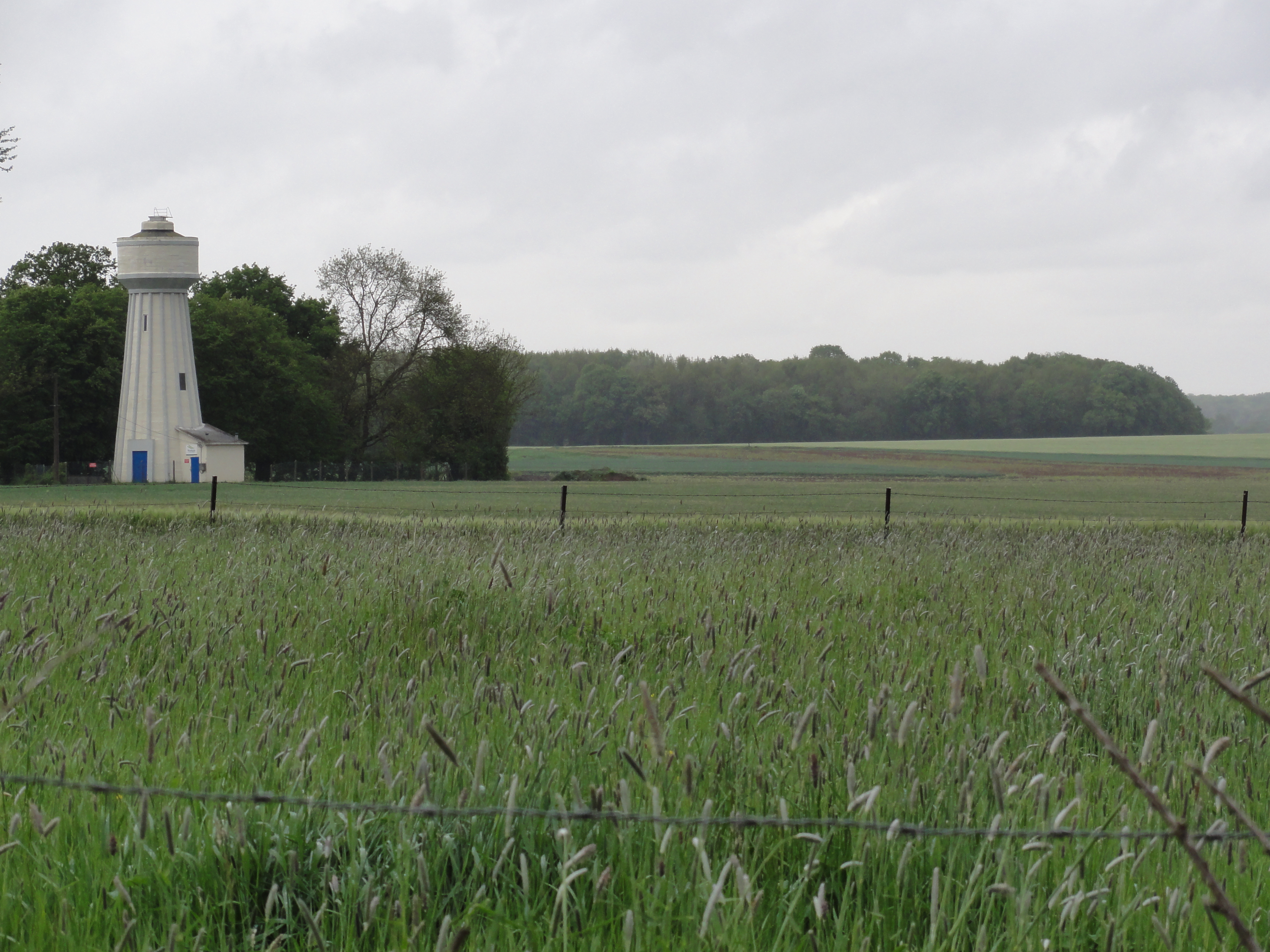
Wasserturm
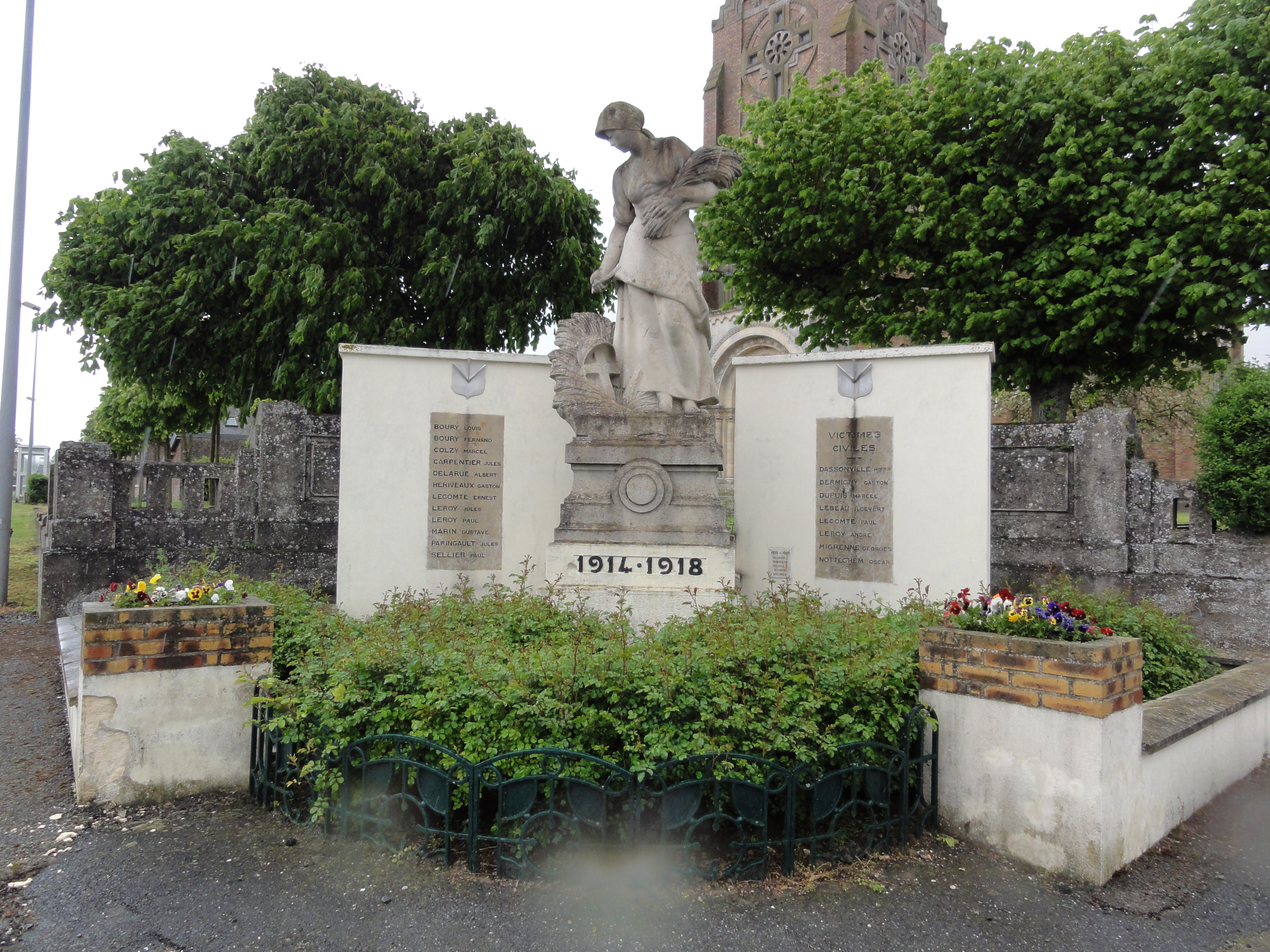
Gefallenendenkmal

- Kirche Saint-Martin
- Wasserturm
- Gefallenendenkmal